# Монастирське (Тульчинський район)
Монастирське (раніше Марксове) — село в Україні, у Брацлавській селищній громаді Тульчинського району Вінницької області. Населення становить 989 осіб.
На захід від села розташований заказник — Брацлавська Дубина.

## Історія
7 (20) листопада 1917 року, відповідно до Третього Універсалу Української Центральної Ради, увійшло до складу Української Народної Республіки.
В 2016 році селу повернули його історичну назву — Монастирське.
12 червня 2020 року, відповідно до Розпорядження Кабінету Міністрів України від  № 707-р «Про визначення адміністративних центрів та затвердження територій територіальних громад Вінницької області», увійшло до складу Городківської сільської громади.
19 липня 2020 року, в результаті адміністративно-територіальної реформи та ліквідації Крижопільського району, село увійшло до складу Тульчинського району.

## Географія
Селом протікає річка Москодавка, що впадає у Південний Буг.